# Башкатов Михайло Сергійович
Михайло Сергійович Башкатов (нар. 19 серпня 1981, Томськ) — російський актор, телеведучий, капітан команди КВК «МаксимуМ».

## Біографія
Михайло Башкатов народився в Томську. Навчався в Гімназії № 26 міста Томська. Закінчив економічний факультет Томського державного університету. У 2010 році закінчив базовий курс Школи драми Германа Сидакова за фахом «актор драматичного театру і кіно».

## КВК
Грати в КВК Михайло Башкатов розпочав у команді Томського державного університету «Вогні великого міста». У ній він познайомився з Костянтином Маласаєвим, який запросив його паралельно з іграми КВК взяти участь у томському театрі мініатюр «Боніфас».
|  | И там я увидел Мишу Башкатова. Он очень талантливый. Он просто потряс меня. |

Після того як команда КВК «Вогні великого міста» завершила свої виступи у сезоні Томського КВКа 1999 року, Башкатов разом з Маласаєвим та Олексієм Базаєм покинув її і створив команду «МаксимуМ».
- У 2000 році у складі команди «МаксимуМ» Башкатов став чемпіоном КВК міста Томська, а також лауреатом Всеросійського фестивалю студентської творчості «Студентська Весна 2000» (Нижній Новгород).
- У 2001 році у складі «Боніфаса» завоював Гран-прі на томському фестивалі Стемів «Гуморина»; разом з «МаксимуМом» став віце-чемпіоном Центральної ліги КВК «КВК-Азія» і третім призером Міжрегіональної ліги КВК «КВК-Сибір». Крім того, Михайло Башкатов був запрошений до складу команди «Сибірські сибіряки», у складі якої провів три гри у Вищій лізі КВК 2001.
- У 2002 році театр «Боніфас» разом з Михайлом Башкатовим знову стає володарем Гран-прі томської «Гуморини». У складі «МаксимуМу» стає фіналістом Першої ліги КВК.
- У 2003 році Михайло Башкатов покидає «Боніфас», вирішивши зосередитися на виступі в складі «Максимуму». Разом зі своєю командою Михайло Башкатов знову стає фіналістом Першої ліги КВК, переможцем томської «Гуморини» та Кубка КВК міста Красноярська. Також «МаксимуМ» дебютує на фестивалі «Голосящий КіВін» в складі так званого «блоку» — позаконкурсного виступу початківців команд.
- У 2004 році Михайло Башкатов разом з «МаксимуМом» дебютує в Прем'єр-лізі КВК і в першому ж сезоні стає чемпіоном, поділивши перше місце з «Мегаполісом». Крім того, «макси» (так називають себе учасники команди) знову перемогли на томській «Гуморині».
- У 2005 році Башкатов у складі «МаксимуМу» бере участь в 1/8 фіналу Вищої ліги КВК. Томичі виступають невдало і, зайнявши останнє, п'яте місце, вибувають з Вищої ліги 2005 у першій же грі. Сезон Башкатов і його команда продовжують в Прем'єр-лізі, де другий рік поспіль стають чемпіонами. На музичному фестивалі КВК в Юрмалі «макси» стають володарями «Малого КіВіНа в темному». Також «МаксимуМ» стає володарем Кубка губернатора Новосибірської області та Кубка міста Красноярська.
- У 2006 році «МаксимуМ» доходить до півфіналу Вищої ліги, де займає друге місце (до фіналу потрапляв тільки переможець гри), а також знову отримує «Малого КіВіНа в темному» на фестивалі «Голосящий КіВіН 2006».
- У 2007 році в півфіналі Вищої ліги Михайло Башкатов зі своєю командою стає третім, пропустивши вперед «Звичайних людей» та «Піраміду». Проте, рішенням президента Міжнародного союзу КВК Олександра Маслякова «МаксимуМ» отримав путівку у фінал, де став бронзовим призером. На фестивалі «Голосящий КіВіН 2007» томичі завоювали «Малого КіВіНа у світлому».
- У 2008 році Михайло Башкатов у складі своєї команди спочатку став володарем найвищої нагороди музичного фестивалю в Юрмалі, а потім — чемпіоном Вищої ліги.
- У 2009 році «макси» взяли участь у Літньому кубку КВК, де зайняли третє місце, а також завоювали «Великого КіВіНа у світлому» на фестивалі «Голосящий КіВіН 2009».

В інтерв'ю «Комсомольській правді» Михайло Башкатов сказав, що більше не буде грати в Вищій лізі КВК, не виключивши участі у фестивалі «Голосящий КіВіН» та Літньому кубку.
Всього Михайло Башкатов провів 31 гру в телевізійних лігах, кубках та фестивалях КВК:
- 15 ігор у Вищій лізі КВК (сезони 2001, 2005, 2006, 2007, 2008)
- 9 ігор у Прем'єр-лізі КВК (сезони 2004, 2005)
- 6 ігор на музичному фестивалі «Голосящий Ківін» (2003, 2005, 2006, 2007, 2008, 2009)
- 1 гру в Літньому кубку (2009).

## Родина
- Дружина — Катерина Башкатова.
- Діти — сини Тимофій (нар. 2010)[4], Федір (нар. 2012)[5] та Степан (нар. 2016).

## Телеведучий
- 2009—2010 — «Видеобитва»
- 2010—2012 — «Випадкові зв'язки»
- 2017 — «Орел і решка»

## Творчість

### Телешоу
- 2008—2013 — Даєш молодь! — гопник Башка, борець Радик, растаман Укроп, метросексуал Герман, вампір Едгар та інші ролі
- 2009 — Comedy Woman — гопник Башка
- 2009—2013 — Одна за всіх — Стасик
- 2009 — Слава Богу, ти прийшов! — учасник
- 2011—2013 — Люди Хе — камео
- 2013 — Вишка — учасник
- 2014 — Організація певних націй — учасник
- 2014 — Великі перегони — учасник
- 2014—2015 — Велике питання — учасник
- 2014 — Comedy Club — номер з Тимуром Батрудиновим
- 2014 — Це смішно! — учасник

### Фільмографія
- 2010 — Іграшки — гопник Башка
- 2010 — Одного разу в міліції — растаман Укроп
- 2011—2012 — Нереальна історія — Олександр Пушкін, Робін Гуд
- 2012—2013 — Татусеві дочки — Іржі, хлопець Галини Сергіївни (19-20 сезони)
- 2013 — Кіт Грім і зачарований дім — Деніел, ріелтор і племінник дядька Лоуренса (дубляж)
- 2014—2016 — Кухня — Денис Андрійович Крилов, друг дитинства Макса, музикант (4-6 сезони)
- 2014 — Корпоратив — Валера
- 2014 — З 8 березня, чоловіки! — Артур Сафіуллін
- 2015 — Перекладач — перекладач
- 2017 — Кухня. Остання битва — Денис Андрійович Крилов
- 2017 — Улюбленці — лікар Міша

## Визнання і нагороди
У складі команди КВК «МаксимуМ»:
- Чемпіон Вищої ліги КВК 2008
- Чемпіон Прем'єр-ліги КВК 2004
- Чемпіон Прем'єр-ліги КВК 2005
- Володар нагород музичного фестивалю" Голосящий Ківін:
  - «Великий Ківін в золотому» на фестивалі" Голосящий Ківін 2008
  - «Великий Ківін в світлому» на фестивалі" Голосящий Ківін 2009
  - «Малий Ківін в світлому» на фестивалі" Голосящий Ківін 2007
  - «Малий Ківін в темному» на фестивалі" Голосящий Ківін 2005
  - «Малий Ківін в темному» на фестивалі" Голосящий Ківін 2006
- Володар Гран-прі фестивалю «Гуморина» (Томськ) 2003
- Володар Гран-прі фестивалю «Гуморина» (Томськ) 2004
- Володар Кубка р. Красноярська 2003
- Володар Кубка губернатора Новосибірської області 2005
- Володар Кубка р. Красноярська 2005
- Лауреат Всеросійського фестивалю студентської творчості в Нижньому Новгороді «Студентська Весна 2000»

У складі театру мініатюр «Боніфас»:
- Володар Гран-прі фестивалю «Гуморина» (Томськ) 2001
- Володар Гран-прі фестивалю «Гуморина» (Томськ) 2002